# Appalachia
Appalachia es un pueblo situado en el condado de Wise, Virginia, Estados Unidos. Tiene una población estimada, a mediados de 2023, de 1387 habitantes.

## Geografía
La localidad está ubicada en las coordenadas 36°54′46″N 82°47′42″O / 36.91278, -82.79500 (36.912716, -82.795003). Según la Oficina del Censo, tiene una superficie total de 9.03 km² , de la cual 8.92 km² corresponden a tierra firme y 0.11 km² están cubiertos de agua.

## Demografía
Según la estimación 2018-2022 de la Oficina del Censo, los ingresos medios de los hogares de la localidad son de $34,896 y los ingresos medios de las familias son de $39,306. Alrededor del 38.7% de la población está por debajo de la línea de pobreza.